# 우랄 항공
우랄 항공(러시아어: Уральские авиалинии, 영어: Ural Airlines) 러시아의 항공사로 허브 공항은 예카테린부르크의 콜초보 공항이 있다.

## 역사
1943년에 세롭스크 스테이트 에어 엔터프라이즈로 설립했다. 이후에 아에로플로트가 인수 되면서 자회사가 되었으며 소련이 주관했다. 1991년에 소련의 붕괴와 주식 회사가 되면서 1993년 12월 28일에 아에로플로트에서 분리 되었다. 현재 우랄 항공은 우랄 윙스와 우랄교통 은행이 지분을 보유하고 있다.

## 운항 노선
- 2012년 8월 기준으로 우랄 항공은 다음과 같은 노선을 운항하고 있다.

### 코드쉐어 협정
- 우랄 항공은 다음과 같은 항공사와 코드쉐어 협정을 체결하고 있다.

| - 오스트리아 항공 (스타 얼라이언스) - 벨라비아 항공 - 핀에어 (원월드) - 러스라인 |

## 보유 기종
- 2020년 3월을 기준으로 우랄 항공은 다음의 항공기들을 보유하고 있다.[1][2]

## 사건 및 사고
- 2019년 8월 15일 우랄항공 6178편이 러시아 주콥스키 국제공항에서 이륙직후 갈매기때가 엔진에 충돌하여 엔진에 고장이 발생했다. 대미르 유스포프 기장은 옥수수밭에 동체착륙했다. 다친사람은 있지만 사망자는 없었다. 이사고는 2009년에 발생한 US 에어웨이스 불시착 사고와 유사하다.

## 사진

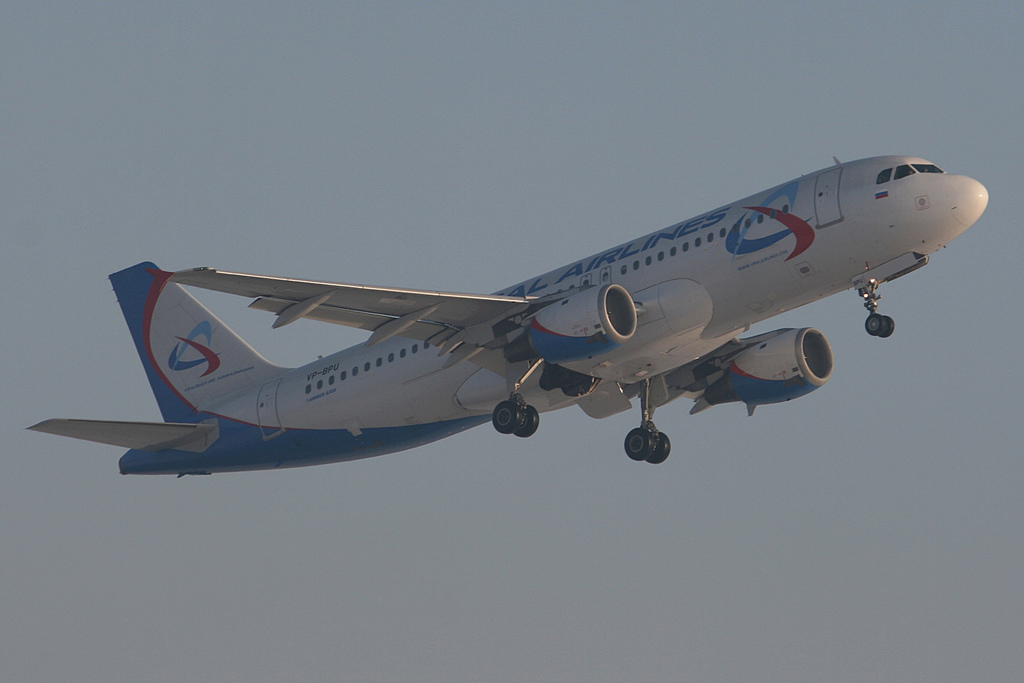
우랄 항공의 에어버스 A320-200
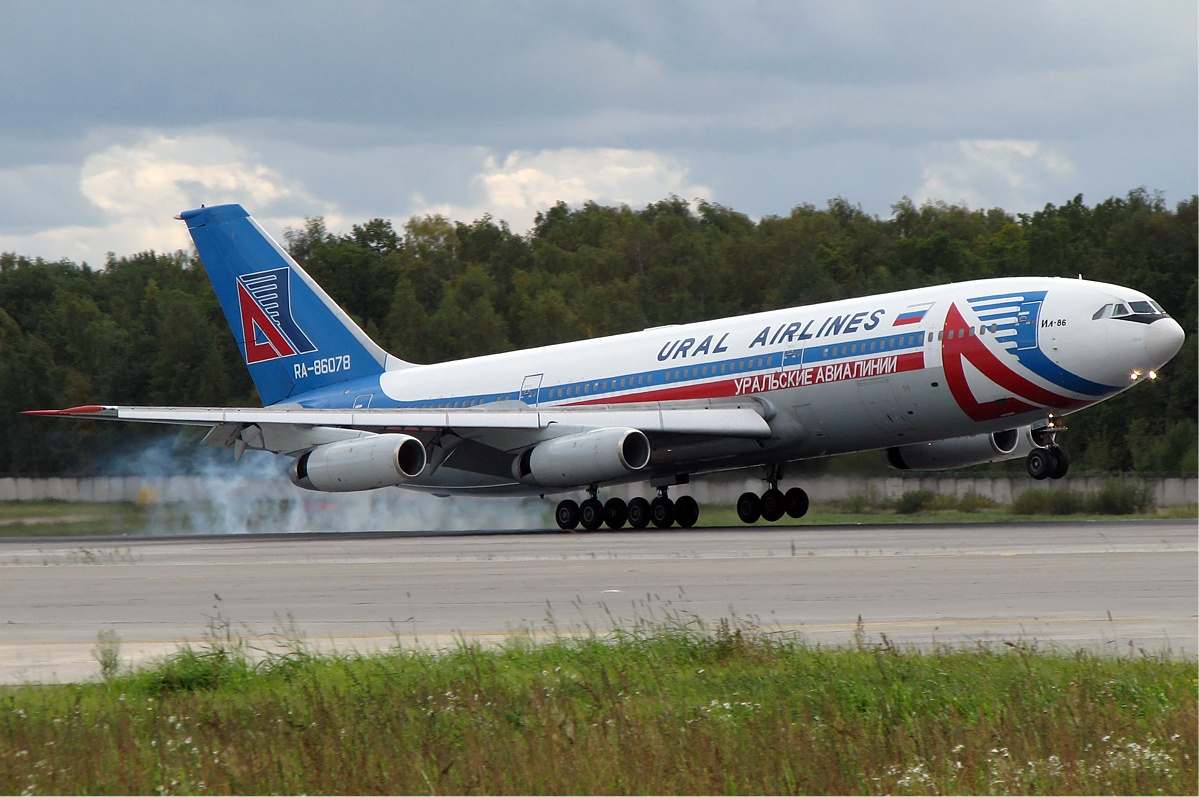
우랄 항공의 일류신 Il-86 (구도장, 퇴역)
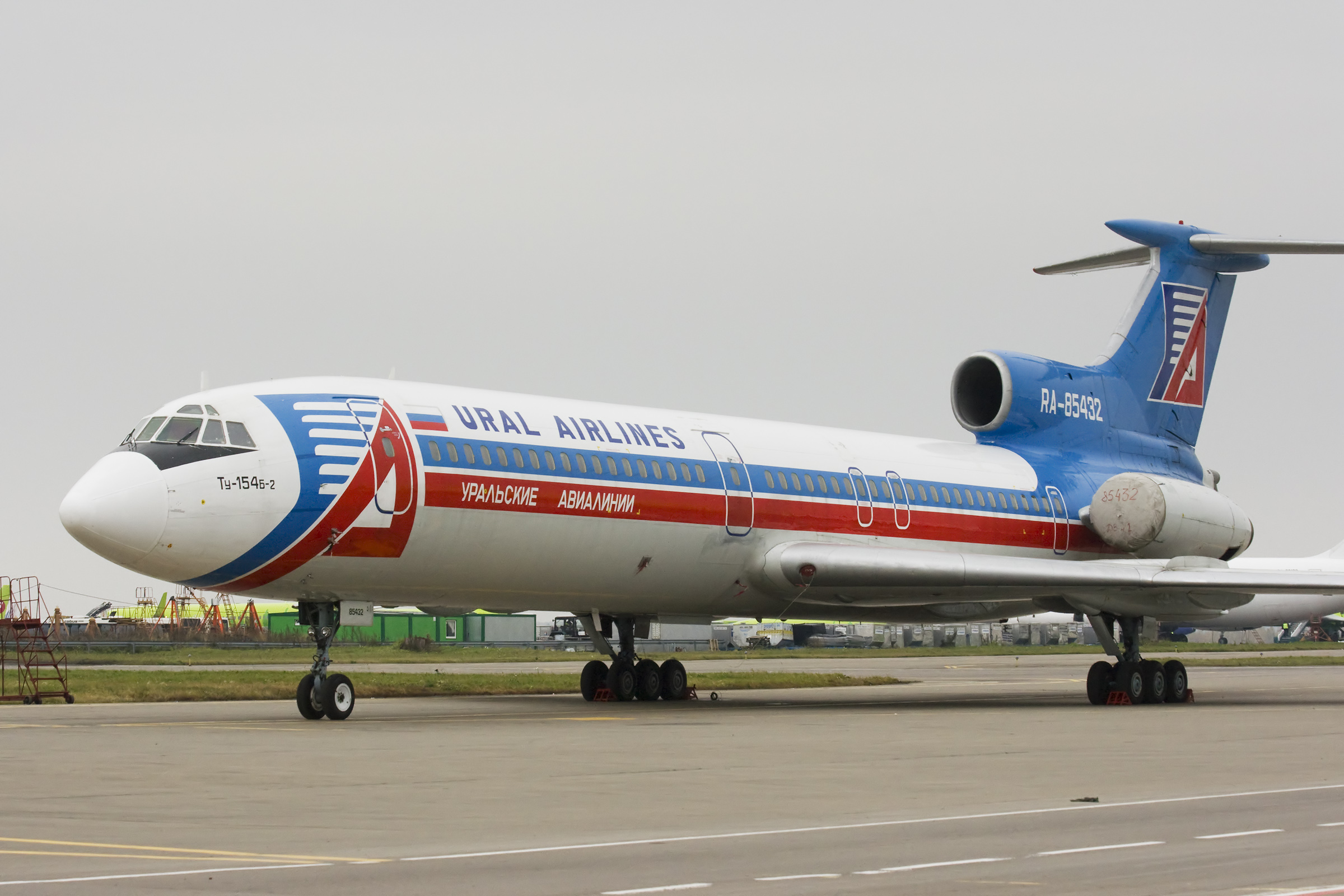
우랄 항공의 투폴레프 Tu-154B2 (구도장, 퇴역)